# چه مدت؟ زیاد نه!

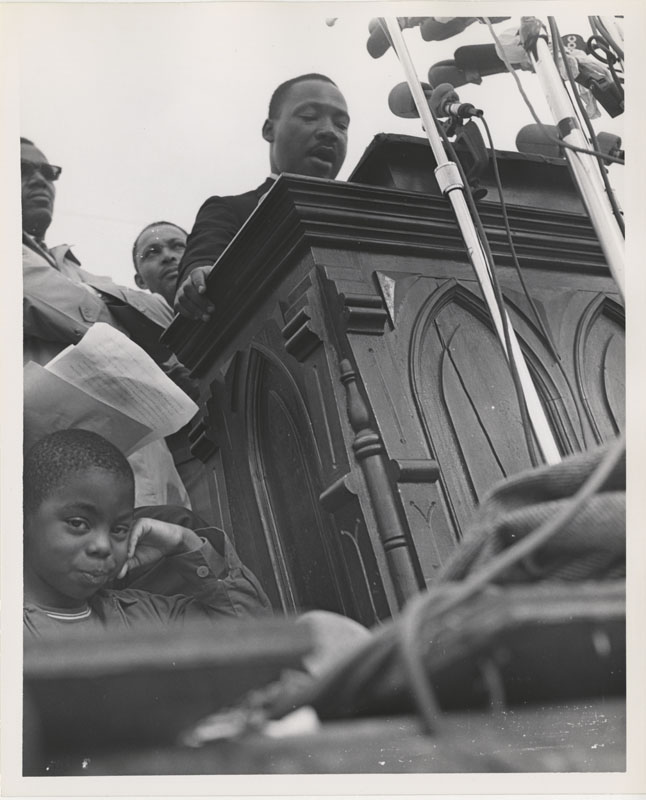
مارتین لوتر کینگ در حال سخنرانی در راهپیمایی مونتگومری در سال ۱۹۶۵.

چه مدت؟ زیاد نه! (انگلیسی: How Long, Not Long) نامی پراستفاده برای سخنرانی مشهور مارتین لوتر کینگ جونیور روی پله‌های کنگره ایالت آلاباما در شهر مانتگامری. مارتین لوتر کینگ این سخنرانی را پس از اتمام راه‌پیمایی‌های سلما به مونتگمری در ۲۵ مارس ۱۹۶۵ ایراد کرد.

## گزیده‌های سخنرانی
- «یکشنبه گذشته، بیش از هشت هزار نفر از ما پیاده‌روی قدرتمندی را از شهر سلما ایالت آلاباما آغاز کردیم. از دره‌های متروک و تپه‌های سخت عبور کردیم. در بزرگراه‌های پر پیچ و خم قدم زدیم و بر روی راه‌های سنگلاخ استراحت کرده‌ایم. برخی از ما چهره‌هایمان از تابش آفتاب می‌سوزد. بعضی‌هایمان به معنای واقعی کلمه در گل خوابیده‌اند. ما از باران خیس شده‌ایم."
- "اکنون تصادفی نیست که یکی از راهپیمایی‌های بزرگ تاریخ آمریکا باید در شهر مونتگومری، ایالت آلاباما خاتمه یابد. درست ده سال پیش، در همین شهر، فلسفه جدیدی از مبارزه سیاهپوستان متولد شد. مونتگومری اولین شهر در جنوب که در آن کل جامعه سیاهپوستان متحد شدند و مستقیماً با غاصبان پیشین خود روبرو شدند. "
- "آنها به ما گفتند که به اینجا نخواهیم رسید. و کسانی بودند که می‌گفتند مگر از روی جنازه‌های ما رد شوید تا به اینجا برسید، اما همه جهان امروز می‌داند که ما اینجا هستیم، هستیم در مقابل نیروهای قدرت در ایالت آلاباما و می‌گوییم: "ما اجازه نمی‌دهیم کسی ما را برگرداند." [تشویق حضار]"
- «یک بار دیگر روش مقاومت غیرخشونت آمیز از غلافش خارج شد و بار دیگر کل جامعه برای مقابله با دشمن بسیج شد. سلما در آلاباما، تبدیل به لحظه ای درخشان در وجدان بشریت شد. اگر بدترین چیزها در زندگی آمریکایی‌ها در خیابان تاریک آن کمین کرده بود، بهترین غرایز آمریکایی با شور و اشتیاق از سراسر کشور برخاست تا بر آن غلبه کند.»
- «نبرد در دستان ما است. و ما می‌توانیم با خشونت پرهیزی، به فراخوانی که مسیرهای جدید مبارزه ما را به آن فرا می‌خواند خلاقانه پاسخ دهیم. راه پیش رو اصلاً جاده ای هموار نیست. آنجا هیچ شاهراه وسیعی نیست که ما را به آسانی به راه‌حل‌های سریع هدایت کند، اما باید به راه خود ادامه دهیم.»
- «هدف ما هرگز نباید شکست دادن یا تحقیر مرد سفیدپوست باشد، بلکه باید دوستی و درک او را به دست آوریم. ما باید ببینیم که هدف ما وجود جامعه ای است که در صلح با خودش باشد، جامعه ای که می‌تواند با وجدان خود زندگی کند. آن روز نه متعلق به مرد سفیدپوست و نه مرد سیاه‌پوست خواهد بود. آن روز، روز انسان به عنوان انسان خواهد بود.»
- «می‌دانم که امروز می‌پرسی، «چه‌قدر طول می‌کشد؟» کسی می‌پرسد: «تعصب تا کی دید انسان‌ها را کور می‌کند، فهم آن‌ها را تیره می‌سازد و چشم خردبین او را از کاسه بیرون می‌آورد؟ "کسی می‌پرسد، "این عدالت ناتوان، که در خیابان‌های سلما و بیرمنگام و جوامع سراسر جنوب از پا افتاده‌است، چه زمانی از این خاک ذلت برمی‌خیزد تا میان فرندان بشر حکمرانی کند؟" کسی می‌پرسد: "چه زمانی ستاره تابناک امید در آغوش این شب تنهایی که آکنده شده از جان‌های خسته و گرفتار در زنجیر ترس و بند مرگ، پناه خواهد گرفت؟ تا کی عدالت مصلوب می‌شود و حقیقت دفن می‌شود؟" امروز بعدازظهر آمده‌ام تا به شما بگویم، این لحظه هر چقدر هم دشوار باشد، این ساعات هرچه قدر هم استیصال آور باشد، طولانی نخواهد بود؛ زیرا "بذر حقیقت مدفون شده در زمین دوباره سبز خواهد شد." چه مدت؟ زیاد نه!، زیرا "هیچ دروغی نمی‌تواند برای همیشه پایدار بماند." چه مدت؟ زیاد نه!، زیرا «هر چه بکارید درو خواهید کرد»
- «چه مدت؟ زیاد نه! زیرا هرچند اخلاقیات در این جهان قوس طولانی دارد اما انحنای آن به سمت عدالت خواهد بود»[۲][۳]